# John Hatfield
John Hatfield (Reino Unido, 15 de agosto de 1893-Inglaterra, 30 de marzo de 1965) fue un nadador británico especializado en pruebas de estilo libre media y larga distancia, donde consiguió ser subcampeón olímpico en 1912 en los 400 y 1500 metros.

## Carrera deportiva
En los Juegos Olímpicos de Estocolmo 1912 ganó la medalla de plata en los 400 metros libre, tras el canadiense George Hodgson; también la medalla de plata en los 1500 metros libre y de nuevo por detrás del canadiense George Hodgson ; y también ganó la medalla de oro en los relevos de 4x200 metros estilo libre, tras Australasia y Estados Unidos.